# Pedro Mateu Noceda
Pedro Jorge Mateu Noceda (Madrid, Comunidad de Madrid, 18 de agosto de 1973) es un exjugador de baloncesto español, que ocupaba la posición de escolta.

## Trayectoria
- CB Valladolid. Categorías inferiores. (Debuta con el primer equipo la temporada 1990-91).
- 1992-1995 CB Valladolid
- 1995-1996  C.B. Ambroz Plasencia
- 1995-1996 Cáceres Club Baloncesto
- 1996-2002 Cantabria Lobos
- 2001-2003 Club Baloncesto Villa Los Barrios
- 2003-2004 Maristas Palencia
- 2004-2006 Zarzuela Maristas